# Sigma

Sigma — majuskulní varianta i obě minuskulní varianty

Sigma či Sígma (velké písmeno Σ, malé písmeno σ nebo na konci slova ς, řecký název σῖγμα) je osmnácté písmeno řecké abecedy. V systému řeckých číslic má hodnotu 200.

## Užití ve vědě
Symbol sigma má v mnoha vědních oborech ustálený význam, v němž se používá.

### Σ
- suma (hromadný součet) v matematice
- abeceda v teorii jazyků

### σ
- směrodatná odchylka ve statistice
- σ-algebra v matematice
- Stefanova–Boltzmannova konstanta ve fyzice
- měrná elektrická vodivost ve fyzice
- povrchové napětí kapaliny ve fyzice
- normálové napětí v mechanice
- jednoduchá kovalentní vazba mezi atomy (překrytím orbitalů s a s nebo s a p)

## Srpkovitá sigma
Velké písmeno sigma se někdy zjednodušovalo na znak Ϲ (U+03F9 GREEK CAPITAL LUNATE SIGMA SYMBOL), velmi podobný latinskému písmenu C.

## Reprezentace v počítači
V Unicode je podporováno jak
- majuskulní sigma
  - U+03A3 GREEK CAPITAL LETTER SIGMA
- tak minuskulní sigma v obou variantách
  - U+03C3 GREEK SMALL LETTER SIGMA
  - U+03C2 GREEK SMALL LETTER FINAL SIGMA

V HTML je možné je zapsat pomocí &#931; respektive &#963; respektive &#962;, případně pomocí HTML entit &Sigma; respektive &sigma; respektive &sigmaf;.
V LaTeXu se sází majuskulní podoba příkazem \Sigma a minuskulní \sigma resp. \varsigma.